# Pilar Revuelta
Pilar Revuelta (...) è una scenografa spagnola.

## Filmografia parziale

### Arredamento di scena
- La spina del diavolo (El espinazo del diablo), regia di Guillermo del Toro (2001)

- La mala educación, regia di Pedro Almodóvar (2004)
- Che - L'argentino (The Argentine), regia di Steven Soderbergh (2008)
- Gli abbracci spezzati (Los abrazos rotos), regia di Pedro Almodóvar (2009)

### Scenografa
- Il labirinto del fauno (El laberinto del fauno), regia di Guillermo del Toro (2006)

- The Impossible, regia di Juan Antonio Bayona (2012)
- El artista y la modelo, regia di Fernando Trueba (2012)
- La vita è facile ad occhi chiusi (Vivir es fácil con los ojos cerrados), regia di David Trueba (2013)
- Sette minuti dopo la mezzanotte (A Monster Calls), regia di Juan Antonio Bayona (2016)